# 13.ª etapa del Giro de Italia 2019
La 13.ª etapa del Giro de Italia 2019 tuvo lugar el 24 de mayo de 2019 entre Pinerolo y Ceresole Reale sobre un recorrido de 196 km y fue ganada en solitario por el ciclista ruso Ilnur Zakarin del equipo Katusha-Alpecin. El ciclista esloveno Jan Polanc del equipo UAE Emirates conservó la Maglia Rosa.

## Clasificación de la etapa
| \| Clasificación de la etapa \| Clasificación de la etapa \| Clasificación de la etapa \| Clasificación de la etapa \| Clasificación de la etapa \| \| Ciclista \| Ciclista \| Equipo \| Tiempo \| \| \| ------------------------- \| ------------------------- \| ------------------------- \| ------------------------- \| ------------------------- \| \| 1.º \| Ilnur Zakarin \| Katusha-Alpecin \| 5 h 34 min 40 s \| \| \| 2.º \| Mikel Nieve \| Mitchelton-Scott \| + 35 s \| \| \| 3.º \| Mikel Landa \| Movistar Team \| + 1 min 20 s \| \| \| 4.º \| Richard Carapaz \| Movistar Team \| + 1 min 38 s \| \| \| 5.º \| Bauke Mollema \| Trek-Segafredo \| + 1 min 45 s \| \| \| 6.º \| Rafał Majka \| Bora-Hansgrohe \| + 2 min 07 s \| \| \| 7.º \| Primož Roglič \| Team Jumbo-Visma \| + 2 min 57 s \| \| \| 8.º \| Vincenzo Nibali \| Bahrain-Merida \| + 2 min 57 s \| \| \| 9.º \| Pavel Sivakov \| Team Ineos \| + 3 min 34 s \| \| \| 10.º \| Davide Formolo \| Bora-Hansgrohe \| + 3 min 50 s \| \| |                 |                  |                 |
| |                 |                  |                 |
| Fuente: ProCyclingStats |                 |                  |                 |
| Clasificación de la etapa |                 |                  |                 |
| Ciclista | Ciclista        | Equipo           | Tiempo          |
| 1.º | Ilnur Zakarin   | Katusha-Alpecin  | 5 h 34 min 40 s |
| 2.º | Mikel Nieve     | Mitchelton-Scott | + 35 s          |
| 3.º | Mikel Landa     | Movistar Team    | + 1 min 20 s    |
| 4.º | Richard Carapaz | Movistar Team    | + 1 min 38 s    |
| 5.º | Bauke Mollema   | Trek-Segafredo   | + 1 min 45 s    |
| 6.º | Rafał Majka     | Bora-Hansgrohe   | + 2 min 07 s    |
| 7.º | Primož Roglič   | Team Jumbo-Visma | + 2 min 57 s    |
| 8.º | Vincenzo Nibali | Bahrain-Merida   | + 2 min 57 s    |
| 9.º | Pavel Sivakov   | Team Ineos       | + 3 min 34 s    |
| 10.º | Davide Formolo  | Bora-Hansgrohe   | + 3 min 50 s    |

## Clasificaciones al final de la etapa

### Clasificación general(Maglia Rosa)
| \| Clasificación general \| Clasificación general \| Clasificación general \| Clasificación general \| Clasificación general \| \| Ciclista \| Ciclista \| Equipo \| Tiempo \| \| \| --------------------- \| --------------------- \| --------------------- \| --------------------- \| --------------------- \| \| 1.º \| Jan Polanc \| UAE Team Emirates \| 54 h 28 min 59 s \| \| \| 2.º \| Primož Roglič \| Team Jumbo-Visma \| + 2 min 25 s \| \| \| 3.º \| Ilnur Zakarin \| Katusha-Alpecin \| + 2 min 56 s \| \| \| 4.º \| Bauke Mollema \| Trek-Segafredo \| + 3 min 06 s \| \| \| 5.º \| Vincenzo Nibali \| Bahrain-Merida \| + 4 min 09 s \| \| \| 6.º \| Richard Carapaz \| Movistar Team \| + 4 min 22 s \| \| \| 7.º \| Rafał Majka \| Bora-Hansgrohe \| + 4 min 28 s \| \| \| 8.º \| Mikel Landa \| Movistar Team \| + 5 min 08 s \| \| \| 9.º \| Pavel Sivakov \| Team Ineos \| + 7 min 13 s \| \| \| 10.º \| Miguel Ángel López \| Astana \| + 7 min 48 s \| \| |                    |                   |                  |
| |                    |                   |                  |
| Fuente: ProCyclingStats |                    |                   |                  |
| Clasificación general |                    |                   |                  |
| Ciclista | Ciclista           | Equipo            | Tiempo           |
| 1.º | Jan Polanc         | UAE Team Emirates | 54 h 28 min 59 s |
| 2.º | Primož Roglič      | Team Jumbo-Visma  | + 2 min 25 s     |
| 3.º | Ilnur Zakarin      | Katusha-Alpecin   | + 2 min 56 s     |
| 4.º | Bauke Mollema      | Trek-Segafredo    | + 3 min 06 s     |
| 5.º | Vincenzo Nibali    | Bahrain-Merida    | + 4 min 09 s     |
| 6.º | Richard Carapaz    | Movistar Team     | + 4 min 22 s     |
| 7.º | Rafał Majka        | Bora-Hansgrohe    | + 4 min 28 s     |
| 8.º | Mikel Landa        | Movistar Team     | + 5 min 08 s     |
| 9.º | Pavel Sivakov      | Team Ineos        | + 7 min 13 s     |
| 10.º | Miguel Ángel López | Astana            | + 7 min 48 s     |

### Clasificación por puntos(Maglia Ciclamino)
| Clasificación por puntos | Clasificación por puntos | Clasificación por puntos    | Clasificación por puntos | Clasificación por puntos |
| Ciclista                 | Ciclista                 | Equipo                      | Puntos                   |                          |
| ------------------------ | ------------------------ | --------------------------- | ------------------------ | ------------------------ |
| 1.º                      | Arnaud Démare            | Groupama-FDJ                | 194 pts                  |                          |
| 2.º                      | Pascal Ackermann         | Bora-Hansgrohe              | 183 pts                  |                          |
| 3.º                      | Richard Carapaz          | Movistar Team               | 57 pts                   |                          |
| 4.º                      | Davide Cimolai           | Israel Cycling Academy      | 50 pts                   |                          |
| 5.º                      | Primož Roglič            | Team Jumbo-Visma            | 46 pts                   |                          |
| 6.º                      | Damiano Cima             | Nippo-Vini Fantini-Faizanè  | 44 pts                   |                          |
| 7.º                      | José Joaquín Rojas       | Movistar Team               | 44 pts                   |                          |
| 8.º                      | Rüdiger Selig            | Bora-Hansgrohe              | 38 pts                   |                          |
| 9.º                      | Marco Frapporti          | Androni Giocattoli-Sidermec | 34 pts                   |                          |
| 10.º                     | Fausto Masnada           | Androni Giocattoli-Sidermec | 33 pts                   |                          |

### Clasificación de la montaña(Maglia Azzurra)
| Clasificación de la montaña | Clasificación de la montaña | Clasificación de la montaña | Clasificación de la montaña | Clasificación de la montaña |
| Ciclista                    | Ciclista                    | Equipo                      | Puntos                      |                             |
| --------------------------- | --------------------------- | --------------------------- | --------------------------- | --------------------------- |
| 1.º                         | Giulio Ciccone              | Trek-Segafredo              | 90 pts                      |                             |
| 2.º                         | Ilnur Zakarin               | Katusha-Alpecin             | 42 pts                      |                             |
| 3.º                         | Gianluca Brambilla          | Trek-Segafredo              | 40 pts                      |                             |
| 4.º                         | Mikel Nieve                 | Mitchelton-Scott            | 28 pts                      |                             |
| 5.º                         | Domenico Pozzovivo          | Bahrain-Merida              | 26 pts                      |                             |
| 6.º                         | Primož Roglič               | Team Jumbo-Visma            | 24 pts                      |                             |
| 7.º                         | Damiano Caruso              | Bahrain-Merida              | 19 pts                      |                             |
| 8.º                         | Fausto Masnada              | Androni Giocattoli-Sidermec | 18 pts                      |                             |
| 9.º                         | Edward Dunbar               | Team Ineos                  | 18 pts                      |                             |
| 10.º                        | Héctor Carretero            | Movistar Team               | 18 pts                      |                             |

### Clasificación de los jóvenes(Maglia Bianca)
| Clasificación del mejor joven | Clasificación del mejor joven | Clasificación del mejor joven | Clasificación del mejor joven | Clasificación del mejor joven |
| Ciclista                      | Ciclista                      | Equipo                        | Tiempo                        |                               |
| ----------------------------- | ----------------------------- | ----------------------------- | ----------------------------- | ----------------------------- |
| 1.º                           | Pavel Sivakov                 | Team Ineos                    | 54 h 36 min 12 s              |                               |
| 2.º                           | Miguel Ángel López            | Astana                        | + 35 s                        |                               |
| 3.º                           | Valentin Madouas              | Groupama-FDJ                  | + 4 min 11 s                  |                               |
| 4.º                           | Hugh Carthy                   | EF Education First            | + 5 min 57 s                  |                               |
| 5.º                           | Giulio Ciccone                | Trek-Segafredo                | + 12 min 54 s                 |                               |
| 6.º                           | Edward Dunbar                 | Team Ineos                    | + 15 min 29 s                 |                               |
| 7.º                           | Ben O'Connor                  | Dimension Data                | + 16 min 08 s                 |                               |
| 8.º                           | Sam Oomen                     | Team Sunweb                   | + 18 min 16 s                 |                               |
| 9.º                           | Lucas Hamilton                | Mitchelton-Scott              | + 22 min 40 s                 |                               |
| 10.º                          | Iván Ramiro Sosa              | Team Ineos                    | + 27 min 49 s                 |                               |

### Clasificación por equipos"Super Team"
| Clasificación por equipos | Clasificación por equipos   | Clasificación por equipos | Clasificación por equipos |
| Equipo                    | Equipo                      | Tiempo                    |                           |
| ------------------------- | --------------------------- | ------------------------- | ------------------------- |
| 1.º                       | Movistar Team               | 163 h 41 min 07 s         |                           |
| 2.º                       | Mitchelton-Scott            | + 15 min 48 s             |                           |
| 3.º                       | EF Education First          | + 19 min 56 s             |                           |
| 4.º                       | Bahrain-Merida              | + 23 min 06 s             |                           |
| 5.º                       | Trek-Segafredo              | + 23 min 06 s             |                           |
| 6.º                       | Bora-hansgrohe              | + 23 min 41 s             |                           |
| 7.º                       | Ineos                       | + 25 min 38 s             |                           |
| 8.º                       | Astana                      | + 26 min 16 s             |                           |
| 9.º                       | Androni Giocattoli-Sidermec | + 38 min 20 s             |                           |
| 10.º                      | AG2R La Mondiale            | + 41 min 49 s             |                           |

## Abandonos
- James Knox, tras varios días arrastrando una lesión, no tomó la salida.[2]
- Roger Kluge, no tomó la salida.
- Giacomo Nizzolo, no tomó la salida.
- Ignatas Konovalovas, con problemas de ciática, abandonó durante la etapa.
- Mark Renshaw, abandonó durante la etapa.[3]
- Tao Geoghegan Hart, debido a una caída sufrida mientras iba en la escapada del día, abandonó durante la etapa.[4]
- Louis Vervaeke, estando enfermo, abandonó durante la etapa.[5]
- Giovanni Lonardi, abandonó durante la etapa.